# S/2004 S 12
S/2004 S 12是土星的一颗天然卫星，发现时间是在2004年12月12日。发现者是可能是斯科特·谢帕德，戴卫·杰维特等人。
S/2004 S 12直径大约5千米，运行轨道距离土星大约199.06亿米，轨道周期1048.541日。轨道与黄道角度为164°（相对土星赤道170°）。以离心率0.396绕土星逆行轨道运行。